# Белош Вуканович
Белош I (*Белош, д/н — бл. 1198) — великий жупан Рашки (Сербії) у 1162 році, палатин Угорщини у 1145—1156 роках, регент Угорщини у 1141—1146 роках, бан Хорватії, Славонії і Далмації у 1146—1157, 1163 роках.

## Життєпис

### Регент Угорщини
Походив з династії Вукановичів. Син Уроша I, великого жупана, та Анни Діогени. У 1129 році, коли Олена, сестра Белоша, за домовленостями між Арпадами і Вукановичами, вийшла заміж за спадкоємця угорського престолу Белу Сліпого (майбутнього Белу III), він перебрався до Естергома, столиці Угорщини.
При угорському дворі він швидко досяг успіху. Кар'єра Белоша пришвидшилася, коли Бела став королем у 1131, отримавши титул герцога і ставши командувачем угорської армії. У 1141 році Бела II помер, а Олена і Белоша стали регентами при малолітньому королі Ґези II.
У 1142 році отримав титул бана Хорватії, Далмації і Славонії, а 1145 році став палатином, другою особою в Угорському королівстві. У 1146 році, коли Геза II вже став повнолітнім, Белош відбив набіг претендента на трон Бориса Коломановича.
1149 році Белош Вуканович спільно з братом Урошем II Сербським відбив напад візантійців, проте 1150 року не зміг допомогти великому жупану Рашки при новому нападі візантійського війська.
У 1154 році Белош разом з Боричем, баном Боснії, відвоював у візантійців Браничево. У міру дорослішання угорського короля Ґези II вплив Белоша дедалі менший, і він приєднався до Ласло і Іштвана, молодших братів короля, незадоволених своїм становищем. У 1156 році Іштван і Белош вчинили змову проти Гези II, але зазнали невдачі. Після цього Белош втік до Сербії.

### Великий жупан
У 1162 році візантійський імператор Мануїл I повалив Уроша II з сербського трону і посадив на нього Белошу, але кілька місяців по тому той поступився троном іншому братові — Десі, а сам виїхав до Хорватії, де мав прихильників.

### Останні роки
Під час міжусобиці, що почалася в Угорщині після смерті Ґези II у 1162 році, Белош Вуканович полонив одного з претендентів — Іштвана IV, але на вимогу візантійців відпустив його.
Після цієї невдачі Белош відійшов від справ. Заснував монастир в місті Баноштор в Срем. Помер десь до 1198 року.

## Родина
Дружина (ім'я невідоме).
Діти:
- донька, дружина Володимира III Рюриковича, великого князя Київського